# Deutschlandfunk

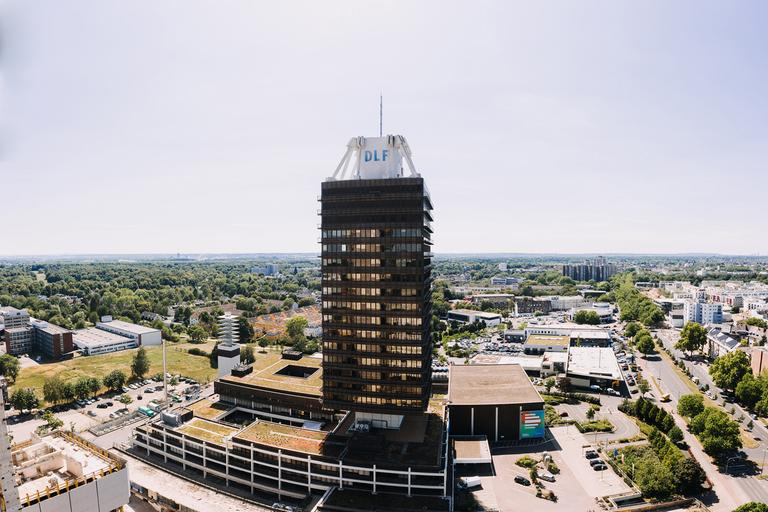
Deutschlandfunk Funkhaus, Raderberggürtel Köln 2020

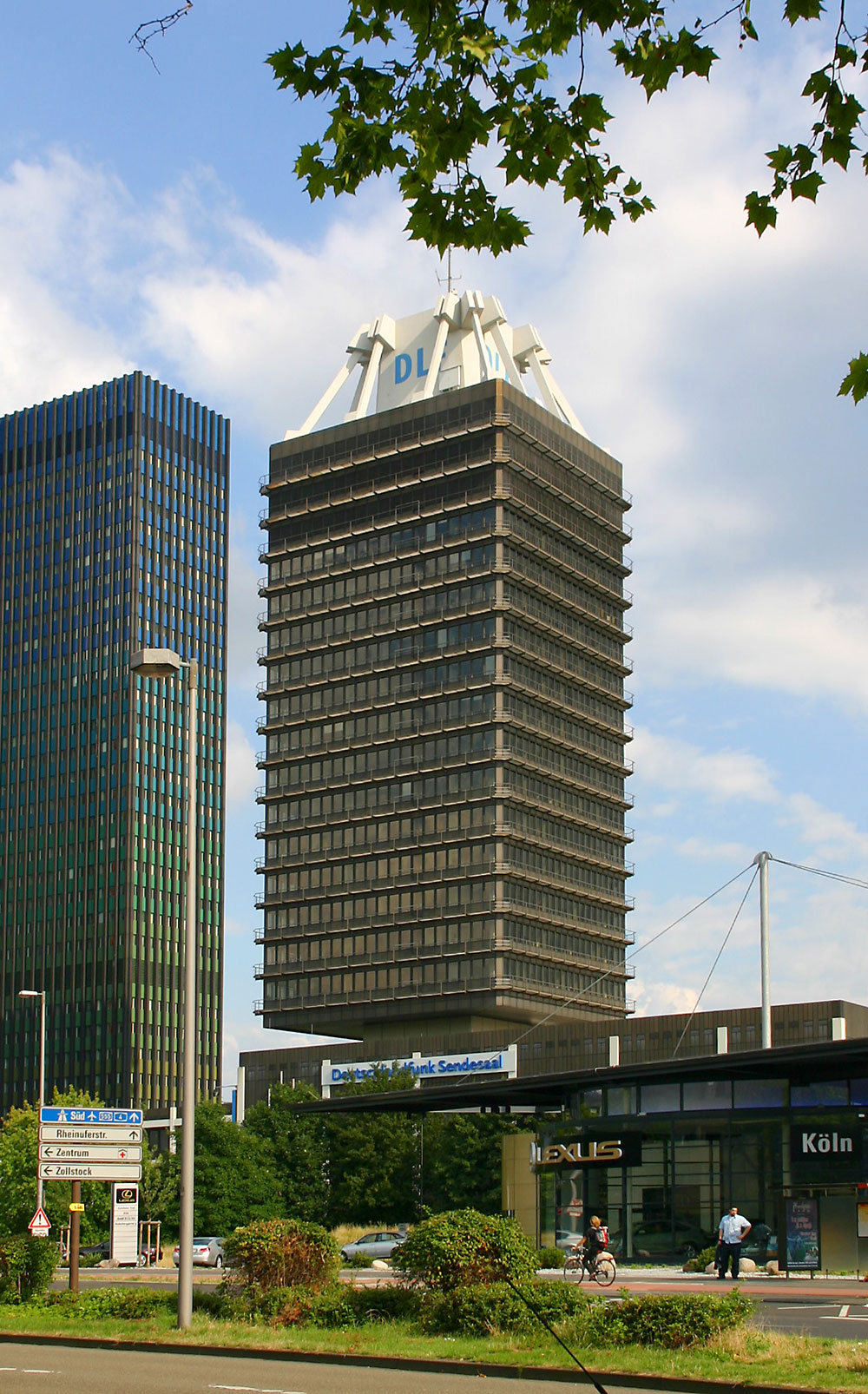
Das Funkhaus Köln. Das Gebäude links im Bild wurde später abgerissen.

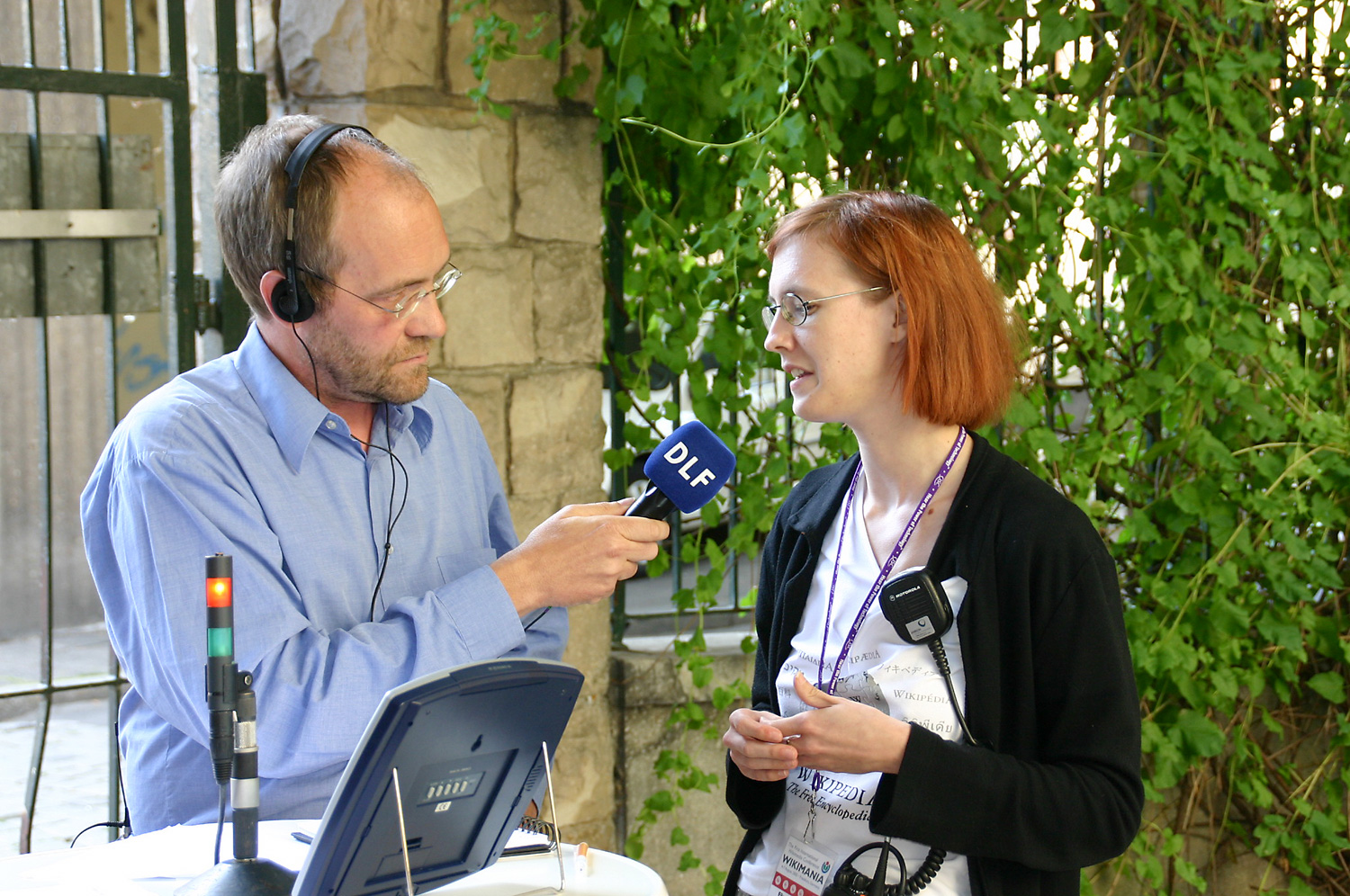
Radio-Interview bei der Wikimania 2005 in Frankfurt am Main

Logo des Deutschlandfunks bis 30. April 2017

Deutschlandfunk (Dlf) ist neben Deutschlandfunk Kultur und Deutschlandfunk Nova eines der nationalen Hörfunkprogramme des Deutschlandradios.
Der gleichnamige, am 1. Januar 1962 in Köln gegründete, öffentlich-rechtliche und werbefreie Rundfunksender, der – anders als die Landesrundfunkanstalten der ARD – die gesamte alte Bundesrepublik bediente und sich durch seine hohe Informations- und Nachrichtendichte auszeichnete, wurde 1994 als ein Teil ins Deutschlandradio, eine Körperschaft des öffentlichen Rechts, überführt.
Studios und Redaktionen für das Dlf-Programm befinden sich in einem Hochhaus im Süden Kölns, am Rande des Stadtteils Köln-Marienburg.
Nach einem Bericht der Arbeitsgemeinschaft Media-Analyse vom 17. Juli 2024 hat der Deutschlandfunk die sechstgrößte Hörerzahl der Hörfunkprogramme in Deutschland.

## Programm
Die thematischen Schwerpunkte des Deutschlandfunks heute sind einerseits Informationen und Hintergrundberichte, andererseits kulturorientierte Sendungen. Tagsüber stehen vor allem tagesaktuelle Geschehnisse aus Politik, Wirtschaft, Wissenschaft und Gesellschaft im Vordergrund, während danach die Kultur (Musik, Hörspiele, Lesungen, Berichte über kulturelle Themen) das Programm bestimmt. Demzufolge ist der Musikanteil am Tage verhältnismäßig gering, während er abends und nachts sowie am Wochenende etwa die Hälfte der Sendezeit ausmacht.
Im Kölner Funkhaus werden teilweise auch Sendungsbestandteile für Deutschlandfunk Kultur und Deutschlandfunk Nova sowie digitale Angebote der Dachmarke Deutschlandfunk produziert. Das gesamte Programm des Dlf ist frei von Werbung. Der Sender gehört zu den wenigen verbliebenen deutschen Rundfunksendern, die täglich die Nationalhymne ausstrahlen (in einem Streichorchesterarrangement, das auf Haydns Streichquartettfassung basiert, unmittelbar vor dem Datumswechsel gegen 0:00 Uhr). Seit Anfang 2007 folgt dabei auf die Nationalhymne die Europahymne.
Auf der Internetpräsenz des Deutschlandfunks werden viele der Themen aus dem Programm aufbereitet oder erweitert. Ein Großteil des Programms ist in der Deutschlandfunk App zum Streamen und Herunterladen verfügbar.

### Nachrichten
Nachrichten werden rund um die Uhr zur vollen und werktags von 04:00 bis 18:00 Uhr auch zur halben Stunde gesendet. Die ausführlichen Nachrichten des Deutschlandfunks haben eine Länge von fünf oder zehn Minuten. Gelegentlich gibt es programmbedingte Abweichungen. O-Töne werden in den Nachrichten nicht verwendet. Nach Einschätzungen der Redaktion können erklärende Meldungen eine höhere Informationsleistung erreichen als Kurzaussagen von Politikern und Politikerinnen und sind weniger suggestiv. Jahrzehntelang- schloss sich eine Verkehrssendung an die Nachrichten an, die nur im Deutschlandfunk das gesamte Gebiet der Bundesrepublik Deutschland abdeckte. Dieser seit 1964 existierende Dienst wurde Anfang 2020 eingestellt; am 31. Januar um 23:09 Uhr lief im Deutschlandfunk die letzte Verkehrsmeldung. Begründet wurde dieser Schritt mit einem veränderten Nutzungsverhalten des Publikums.

### Informationssendungen
Wochentags sendet der Dlf von 05:05 bis 09:00 Uhr das Nachrichtenmagazin Informationen am Morgen mit Wortbeiträgen und Interviews von etwa fünf bis zehn Minuten Länge. Weitere Informationsmagazine sind die Informationen am Mittag von 12:10 bis 13:30 Uhr, die Informationen am Abend von 18:10 bis 18:40 Uhr und die Sendung Das war der Tag von 23:10 bis 23:57 Uhr, eine aktuelle Zusammenfassung der Ereignisse des Tages. Der Sendung Informationen am Abend folgt bis 19:00 Uhr die Sendung Hintergrund; hier wird stets ein aktuelles Thema ausführlich und analytisch abgehandelt. Darauf folgen von Montag bis Donnerstag ein bis drei Kommentare zu den Themen des Tages. Am Freitag folgt die Nachrichtensendung Nachrichtenleicht. Der Wochenrückblick in einfacher Sprache. Mehrmals täglich wird eine nationale und eine internationale Presseschau mit Auszügen aktueller Kommentare erstellt.
Die Informationen am Morgen gelten als Flaggschiff des Deutschlandfunks, das eine Reichweite von über zwei Millionen Hörern hat (Stand: 2024). Innerhalb dieser Sendung ragen die Hauptinterviews besonders hervor, die werktäglich gegen 07:15 Uhr und 08:15 Uhr als Interview am Morgen meistens per Telefon mit Persönlichkeiten aus Politik, Wirtschaft und Kultur geführt werden. Diese Interviews werden häufig Gegenstand der tagesaktuellen Berichterstattung in den meinungsbildenden Medien. Das Deutschlandradio als den Deutschlandfunk betreibende Rundfunkanstalt weist in seiner Selbstdarstellung darauf hin, dass seine Informationssendungen in Multiplikatorenkreisen (Journalisten, Entscheider in Politik und Wirtschaft) einen hohen Stellenwert einnehmen, große publizistische Aufmerksamkeit genießen und in ihrer politischen Wirkung auf nationaler Ebene vor den Informationsprogrammen der Landesrundfunkanstalten liegen.
Die Musik der Sendung („Musik Teppich“) besteht aus einem Pool von mehreren hundert Musikstücken (Stand 2019), von denen eines in einem Sendeabschnitt über eine Strecke mehrerer Beiträge (insgesamt etwa 20 bis 25 Minuten) immer wieder in Segmenten von kurzer Länge gespielt wird. Sie darf keinen Gesang und keinen Text enthalten, muss also instrumental sein, auch Soli sollen keine enthalten sein.

### Werktägliche Magazine
Wochentags laufen außerhalb der tagesaktuellen Magazine von 09:00 bis 18:00 Uhr täglich wiederkehrende Schwerpunktmagazine, wie zum Beispiel Tag für Tag. Aus Religion und Gesellschaft mit Hintergrundinformationen aus der Welt der Religionen oder Europa heute und Deutschland heute mit Reportagen aus anderen europäischen Ländern bzw. aus dem Inland. Campus&Karriere bietet Orientierung in Fragen der Hochschulausbildung und des beruflichen Fortkommens. Weiterhin zu nennen sind Büchermarkt, Forschung aktuell der Wissenschaftsredaktion mit Berichten zu neuen Entwicklungen in der Naturwissenschaft und Medizin, Umwelt und Verbraucher und Kultur heute. Darüber hinaus werden zwei tägliche Wirtschaftsmagazine gesendet. Eines – Wirtschaft am Mittag – behandelt das Börsen- und Unternehmensgeschehen, das andere – Wirtschaft und Gesellschaft – fokussiert sozioökonomische Entwicklungen. Das Journal am Vormittag bietet ein eineinhalbstündiges Gesprächsformat mit Studiogästen und Höreranrufen zu jeweils einem Thema. Nachmittags wird Corso. Kunst und Pop gesendet, ein halbstündiges Magazin zur Populärkultur mit Musik. Danach folgt @mediasres, das Medienmagazin.
Abends gibt es einstündige Schwerpunktsendungen, die sich teilweise jeweils mit nur einem, teilweise im Magazinformat mit mehreren Themen befassen, sowie Hörspiele, Features und längere Musikstrecken. Die Lange Nacht (wöchentlich jeweils samstags ab 23:00 Uhr als Wiederholung der nachts zuvor in Deutschlandfunk Kultur ausgestrahlten Sendung) ist mit ihren drei Stunden, früher einmal sogar fünf Stunden, das längste durchgehende Schwerpunktformat in der deutschen Rundfunklandschaft.
Sonntags von 09:30 bis 10:00 Uhr wird die Sendung Essay und Diskurs ausgestrahlt. Sie widmet sich aktuell diskutierten Fragen der Gesellschaft.

### Mobile Apps
Durch den Deutschlandfunk werden zwei Apps für Android und iOS bereitgestellt. Die Deutschlandfunk App enthält Inhalte aus den Programmen von Deutschlandfunk, Deutschlandfunk Kultur und Deutschlandfunk Nova, welche redaktionell aufbereitet werden. Zudem können die drei Programme im Livestream oder zeitversetzt mitgehört sowie Beiträge heruntergeladen werden. In der App Dlf Nachrichten werden ganztägig relevante Nachrichten aus Deutschland und der Welt herausgegeben. Je nach Einstellung können Eilmeldungen über eine Push-Mitteilung zugestellt werden. Das Deutschlandfunk-Programm lässt sich im Livestream mitverfolgen; außerdem kann die aktuellste Nachrichtensendung angehört werden.

## Geschichte

### Vorläufer

Signet des DLF bis 1993

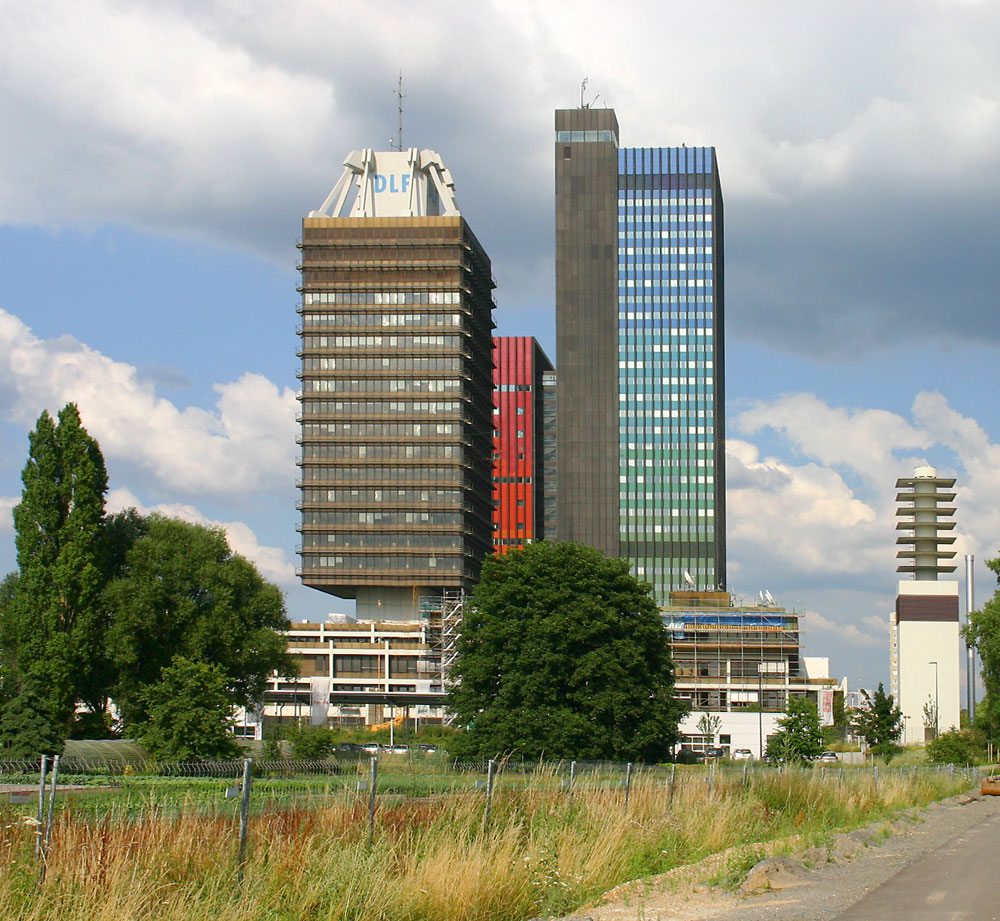
DLF-Gebäude. Im Hintergrund ist das Funkhaus am Raderberggürtel zu sehen. In dem blauen Büroturm und dem roten Studioturm war von 1980 bis 2003 die Deutsche Welle untergebracht.

Anfang der 1950er Jahre gaben die Mitglieder der ARD dem Nordwestdeutschen Rundfunk (NWDR) den Auftrag, auf Langwelle ein bundesweites Hörfunkprogramm zu produzieren und auszustrahlen, nachdem der Rundfunk der DDR einen Langwellensender (Deutschlandsender) in Betrieb genommen hatte.
Nach langwierigen Verhandlungen strahlte der NWDR 1953 die ersten Versuchssendungen aus. Drei Jahre später (1956) konnte der inzwischen gegründete Norddeutsche Rundfunk (NDR) den Regelbetrieb des mit Deutscher Langwellensender bezeichneten Programms aufnehmen.

### Gründung des Deutschlandfunks
Der Sitz eines deutschlandweiten Senders sollte in West-Berlin sein. Dies beschloss am 30. September 1959 die Bundesregierung. Das Vorhaben führte zu Protesten der DDR-Regierung und einer diplomatischen Note des sowjetischen Außenministers Semjonow an den Vertreter der USA in Moskau Thompson:
„Dieser Beschluss der Bundesregierung ist unrechtmäßig, da er mit dem gegenwärtigen Status Westberlins unvereinbar ist.“
Die Neue Zeit titelte am 2. Juli 1960:
„Neue Bonner Hetzsender. In Westberlin soll ‚Deutschlandfunk‘ Propaganda treiben“
Im Jahre 1960 wurde per Bundesgesetz der Deutschlandfunk (DLF) als eigenständige Anstalt des öffentlichen Rechts gegründet und als Standort Köln ausgewählt. Das am 26. Oktober 1960 vom Deutschen Bundestag verabschiedete Gesetz über die Errichtung von Rundfunkanstalten des Bundesrechts legte fest, dass die mit diesem Gesetz ebenfalls eigenständig werdende Deutsche Welle über Kurzwelle Rundfunksendungen für das Ausland und der Deutschlandfunk Rundfunksendungen für (ganz) Deutschland und das europäische Ausland produzieren sollten, wobei die Sendungen des Deutschlandfunks laut § 5 (1) „ein umfassendes Bild Deutschlands vermitteln“ sollten. Das Gesetz räumte der Politik großen Einfluss in den Gremien der Anstalt ein. So waren nur 5 der 22 Mitglieder des Rundfunkrates nicht direkt politisch abhängig. Die übrigen 17 Stimmen entfielen auf den Bundestag und den Bundesrat (jeweils 6) sowie die Bundesregierung (5).
Mit Inkrafttreten des Gesetzes am 16. Dezember 1960 galten die beiden neuen Anstalten nach § 33 als errichtet. Der Auftrag der ARD an den NDR, den Deutschen Langwellensender zu betreiben, erlosch. Die Langwelle wurde dem neuen Sender Deutschlandfunk mit Sitz in Köln übergeben, der am 1. Januar 1962 mit der Ausstrahlung eines deutschsprachigen Hörfunkprogramms begann.
Offizielle Zielgruppen der Programme waren deutsch(sprachig)e Hörer in der DDR, in Osteuropa sowie in westeuropäischen Nachbarländern wie Italien, Frankreich, Benelux, Großbritannien, Irland, Dänemark, Norwegen und Schweden. Faktisch richtete sich der Deutschlandfunk aber vorwiegend an DDR-Bürger, denen mit dem Programm eine Alternative zum Rundfunk der DDR gegeben werden sollte. Eine per Bundesgesetz errichtete Rundfunkanstalt zur Versorgung der bundesrepublikanischen Bevölkerung wäre aufgrund der Kulturhoheit der Länder nicht zulässig gewesen (vgl. 1. Rundfunk-Urteil). Der Deutschlandfunk wurde somit das Pendant zur Stimme der DDR, vormals Deutschlandsender.
Ähnlich wie die meisten ersten Hörfunkprogramme der ARD veranstaltete der Deutschlandfunk damals ein Hörfunkvollprogramm, das zu verschiedenen Uhrzeiten völlig unterschiedliche Genres aus Musik, Kultur, Unterhaltung, Bildung und Information abdeckte. Später wurden auch fremdsprachige Sendungen produziert, die in den Abendstunden über Langwelle und Mittelwelle und ab den späten 1980er Jahren auch über Satellit in weite Teile Europas ausgestrahlt wurden. In Abgrenzung zur Deutschen Welle konzentrierte sich die internationale Redaktion des Deutschlandfunks dabei auf Polen, Ungarn und die Tschechoslowakei.
Der Deutschlandfunk hatte seit seiner Gründung zwischen Januar 1962 und Februar 1979 seinen Sitz in einer Villa innerhalb der Villenkolonie Köln-Marienburg, Lindenallee 7. Danach zog er in sein heutiges, hiervon nicht weit entferntes Gebäude ein.

### 1970er und 1980er Jahre
Der Deutschlandfunk war der erste deutsche Radiosender, der ab dem 25. März 1964 regelmäßig einen Verkehrsfunk ausstrahlte; bei ihm wurde der berühmte „Verkehrspiepser“ (Hinz-Triller) entwickelt. Während der Deutschlandfunk bis in die 1970er Jahre nur über Lang-, Mittel- und Kurzwelle zu empfangen war, nahm man in den 1970er Jahren zunächst eine UKW-Frequenz in der Bundeshauptstadt Bonn und in den 1980er Jahren weitere UKW-Frequenzen, vor allem entlang der Grenze der damaligen Bundesrepublik, in Betrieb.
In den Informationen am Morgen stellte der Deutschlandfunk am 24. Oktober 1989 eine Live-Telefonschaltung zwischen dem in Hamburg lebenden – 1976 aus der DDR ausgebürgerten – Liedermacher Wolf Biermann und der Bürgerrechtlerin Bärbel Bohley in Ost-Berlin her. Im Neuen Deutschland vom 27. Oktober 1989 erschien daraufhin ein gehässiger, abwertender Kommentar zur bislang von den DDR-Medien totgeschwiegenen Person Biermanns; nach den bei der Stasi hierzu geführten Unterlagen wurde nicht ansatzweise in Erwägung gezogen, das bestehende Einreiseverbot aufzuheben.

### Umstellungen im Zuge der deutschen Wiedervereinigung

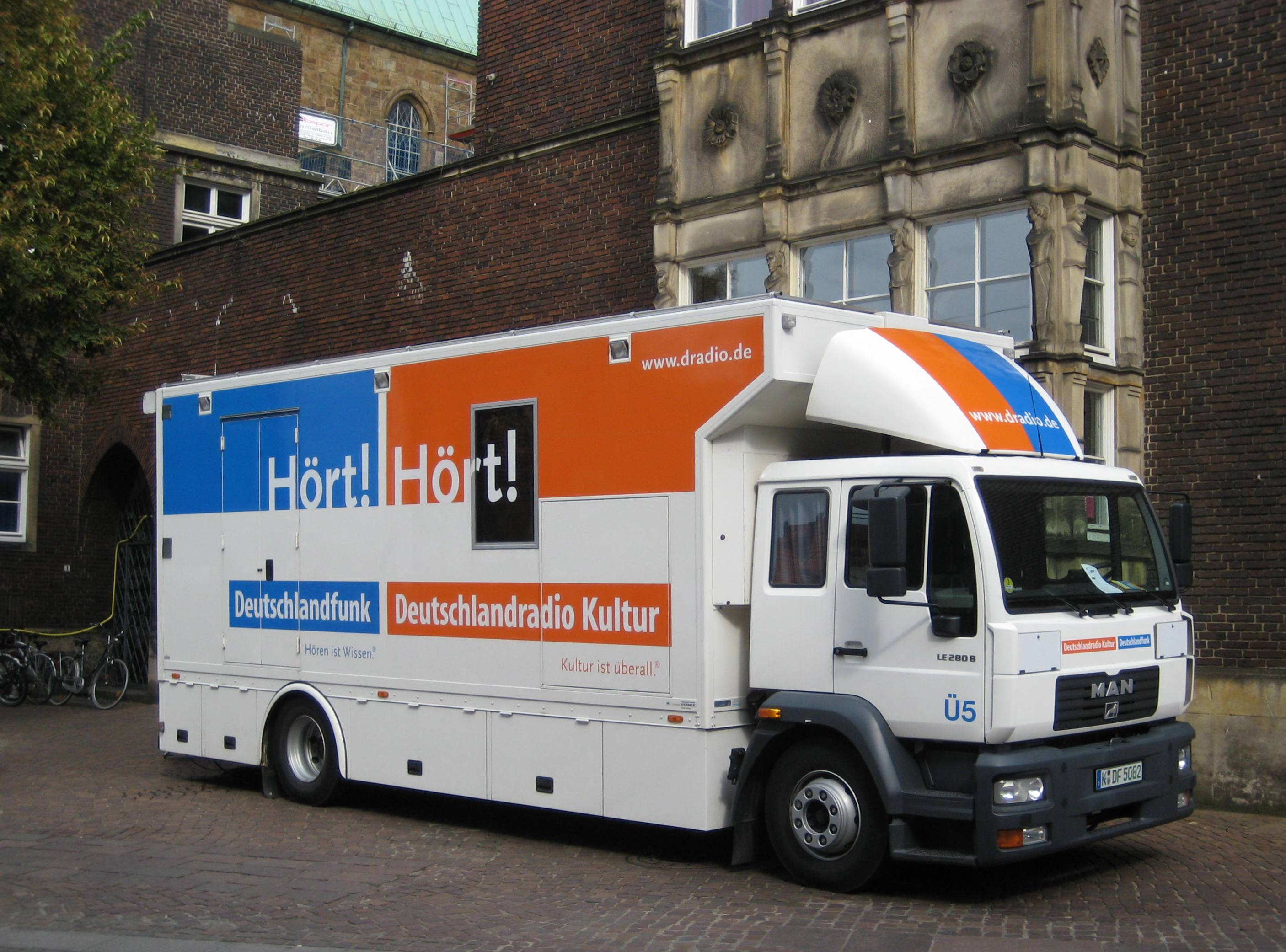
Übertragungswagen „Ü5“ des Deutschlandradios (DLF, DKultur); hier vor dem Bremer Konzerthaus Die Glocke (Musikfest Bremen 2009)

Bereits in den 1980er Jahren hatte der Deutschlandfunk begonnen, seinen Informationsanteil zu Lasten der Unterhaltungssendungen weiter zu steigern. Unter Intendant Edmund Gruber war Ende der 1980er Jahre gar eine komplette Umpositionierung des Deutschlandfunks zu einem Nachrichtenradio mit regelmäßig wiederkehrenden Elementen pro Sendestunde anstelle eines Programmschemas nach dem Vorbild des französischen Programms France Info geplant. Dies scheiterte jedoch am Rundfunkrat.
Nach der Vereinigung beider deutscher Staaten 1990 hatte der Dlf seinen ursprünglichen Auftrag, die DDR und Osteuropa mit Informationen aus dem freiheitlich-demokratischen Deutschland zu versorgen, verloren. Auch war die „Treuhänderschaft“ des Bundes für die DDR-Bevölkerung abgelaufen, weswegen der Deutschlandfunk als per Bundesgesetz errichtete Anstalt nicht dauerhaft hätte weiterexistieren dürfen. Dennoch wollte man weiterhin überregionalen Hörfunk für das vereinigte Deutschland anbieten. Daher einigten sich die 16 Bundesländer mit Wirkung zum 1. Januar 1994 darauf, die Körperschaft des öffentlichen Rechts Deutschlandradio per Staatsvertrag unter einem gemeinsamen Dach von ARD und ZDF zu errichten. Die bisherige Bundesanstalt des öffentlichen Rechts Deutschlandfunk ging zusammen mit dem ehemaligen West-Berliner RIAS und dem ehemaligen DDR-Sender Deutschlandsender Kultur in dieser neuen Körperschaft auf. Die fremdsprachigen Dlf-Auslandsprogramme wurden bereits zum 1. Juni 1993 an den deutschen Auslandsrundfunk, die Deutsche Welle, abgetreten. Mit der Fusion 1994 wurden nahezu alle Unterhaltungssendungen gestrichen und der Deutschlandfunk als nationales Kultur- und Informationsprogramm positioniert.

### Geschichte seit Mitte der 1990er Jahre
Seit 1998 verleiht der Deutschlandfunk gemeinsam mit den Veranstaltern des Musikfests Bremen einen angesehenen Nachwuchsförderpreis für klassische Musikkünstler, den Förderpreis Deutschlandfunk, der u. a. mit einem Artist-in-Residence-Stipendium verbunden ist.
Nachdem die neue Körperschaft Deutschlandradio (Eigenschreibweise bis März 2005: „DeutschlandRadio“) auf Grund des Staatsvertrages künftig zwei Hörfunkprogramme auszustrahlen hatte, blieb der Name Deutschlandfunk für das aus Köln zu produzierende Programm erhalten. Einen eigenen Intendanten hat der Dlf seit 1994 jedoch nicht mehr.
Im Zuge einer Markenstrukturreform führte das Deutschlandradio zum 1. Mai 2017 für seine Radiosender neue Logos ein. Zudem wurden Deutschlandradio Kultur und DRadio Wissen umbenannt. Deutschlandradio Kultur tritt seit 1. Mai 2017 als Deutschlandfunk Kultur auf, DRadio Wissen als Deutschlandfunk Nova. Die Umstellung der Internetauftritte ist bereits Ende April 2017 erfolgt.
Während der COVID-19-Pandemie in Deutschland stellte der Deutschlandfunk sein Programmschema für die Zeit vom 23. März bis 17. Mai 2020 auf ein Sonderprogramm um. Das Schema bot verstärkt Informationen zur aktuellen Lage, unter anderem die dreistündige Sendung Der Vormittag und dem Podcast Coronavirus – Alltag einer Pandemie täglich um 16 Uhr, sowie Unterhaltung mit fertig produzierten Features, Hörspielen und Dokumentationen. Sonstige reguläre Programme bekamen weniger Sendezeit, auch wegen der Beeinträchtigungen der Produktionsabläufe im Sender.
Seit den 2010er Jahren wurden eigene Podcast-Formate entwickelt, die nicht im linearen Programm gesendet werden (Der Tag, Nach Redaktionsschluss, Der Politik Podcast und weitere). Im Gegensatz zum Radioprogramm duzen sich die Beteiligten in den Podcasts teilweise.
Zum Jahresende 2024 wurde das jahrelang herausgegebene kostenlose, monatlich erscheinende Hörermagazin Das Magazin in gedruckter Form eingestellt und durch einen nur noch digital verbreiteten Newsletter ersetzt.

### Intendanten 1960–1993
- 1960–1966: H. F. G. Starke
- 1966–1972: Franz Thedieck
- 1973–1976: Reinhard Appel
- 1976–1988: Richard Becker
- 1988–1992: Edmund Gruber
- 1992–1993: Dettmar Cramer; kommissarisch bis zur Fusion zum Deutschlandradio

Seit dem 1. Januar 1994 ist der Deutschlandfunk Bestandteil des Deutschlandradios.

### Chefredakteure
| 1994–2006:           | Rainer Burchardt   |
| März 2006–Mai 2008:  | Dieter Jepsen-Föge |
| Juni 2008–März 2012: | Stephan Detjen     |
| seit April 2012:     | Birgit Wentzien    |

### Auslandskorrespondenten
(Quelle: )
- Frankreich, Paris: Christoph Heinemann (2001–2006), Burkhard Birke (2006–2011), Ursula Welter (2011–2016), Jürgen König (2016–2021), Christiane Kaess (seit 2021)[25]
- USA, Washington, D.C.: Siegfried Buschschlüter (1994–2007), Klaus Remme (2007–2012),[26] Marcus Pindur (2012–2016),[27] Thilo Kößler (2016–2021),[28][29] Doris Simon (seit 2020)[30]
- Tschechien, Prag: Christina Janssen, Stefan Heinlein, Peter Lange (2016–2022)[31], Marianne Allweiss (seit 2022)[32]
- Polen, Warschau: Sabine Adler,[33] Florian Kellermann (2015–2021),[34] Peter Sawicki (seit 2022)[35]
- Russland, Moskau: Sabine Adler, Isabella Kolar, Robert Baag, Gesine Dornblüth, Thielko Grieß (2017–2021),[36] Florian Kellermann (seit 2021)[37]
- Großbritannien, London: Burkhard Birke (1994–1999), Martin Zagatta, Jochen Spengler (2010–2015), Friedbert Meurer (2015–2020), Christine Heuer (seit 2020)[38]
- EU, Brüssel: Jörg Münchenberg, Annette Riedel, Paul Vorreiter, Peter Kapern, Bettina Klein, Klaus Remme, Peter Kapern (zum zweiten Mal seit 2027), Annabell Brockhues

### Inlandskorrespondenten
(Quelle: )

#### Hauptstadtstudio (Berlin)
- Stephan Detjen – Leiter des Hauptstadtstudios sowie des Studios Brüssel, zuständig für den Bundeskanzler oder die Bundeskanzlerin, Außen- und Sicherheitspolitik
- Felicitas Boeselager[40]
- Frank Capellan – zuständig für die SPD und für Außen- und Sicherheitspolitik
- Volker Finthammer – zuständig für die AfD und für Wirtschafts-, Gesundheits- und Sozialpolitik
- Gudula Geuther – zuständig für Bündnis 90/Grüne und für Rechts- und Innenpolitik
- Katharina Hamberger – zuständig für CDU und CSU, für Innenpolitik, Migration, Ernährung und Landwirtschaft
- Johannes Kuhn – zuständig für die Linkspartei, BSW und Digitalpolitik
- Nadine Lindner – zuständig für die AfD
- Jörg Münchenberg – zuständig für Wirtschafts-, Finanz-, und Sozialpolitik
- Ann Kathrin Büüsker – zuständig für die FDP, Energiepolitik, Klima und erneuerbare Energien
- Steffen Wurzel – zuständig für Themen mit Bezug zu China, Außenpolitik sowie Bau- und Wohnungspolitik
- Vladimir Balzer – zuständig für Kultur, Wissenschafts- und Bildungspolitik
- Moritz Metz – Redaktion Politikpodcast

#### Landesstudios
- Baden-Württemberg: Michael Brandt, Uschi Götz (2015–2020), Katharina Thoms[41] (seit 2020)
- Bayern: Susanne Lettenbauer, Michael Watzke (seit 2010) und Tobias Krone (seit 2025)
- Berlin: Günter Hellmich, Luise Sammann, Sebastian Engelbrecht, Dieter Nürnberger, Claudia van Laak (seit 2009)
- Brandenburg: Claudia van Laak, Axel Flemming, Vanja Budde, Christoph Richter (seit 2020)
- Bremen: Christina Selzer, Franziska Rattei, Almuth Knigge, Felicitas Boeselager (2018–2021), Dietrich Mohaupt[42] (seit 2021)
- Hamburg: Axel Schröder (2013–2023), Magdalena Neubig[43] (seit 2023)
- Hessen: Anke Petermann, Ludger Fittkau (bis 2025), Gregor Lischka[44] (seit 2025)
- Mecklenburg-Vorpommern: Peter Marx, Silke Hasselmann (seit 2014)
- Niedersachsen: Alexander Budde (2013–2021), Dietrich Mohaupt (seit 2016),  Bastian Brandau (seit 2021)
- Nordrhein-Westfalen: Christine Heuer, Barbara Schmidt-Mattern, Moritz Küpper (2015–2021), Felicitas Boeselager[45] (2021–2025), Jonas Panning[40] (seit 2025)
- Rheinland-Pfalz: Ludger Fittkau (seit 2009), Anke Petermann
- Saarland: Tonia Koch (bis 2021), Anke Schaefer[46] (2022–2025), Jana Bohlmann[44] (seit 2025)
- Sachsen: Nadine Lindner, Bastian Brandau (2015–2020), Alexander Moritz[47] (seit 2020)
- Sachsen-Anhalt: Christoph Richter, Niklas Ottersbach (seit 2020)
- Schleswig-Holstein: Dietrich Mohaupt, Johannes Kulms (2016–2022), Jörn Schaar[48] (seit 2022)
- Thüringen: Henry Bernhard (seit 2013)

#### Wirtschaftsplatz Frankfurt
- Mischa Erhardt
- Gregor Lischka[44] (bis 2025)

## Sendetechnik

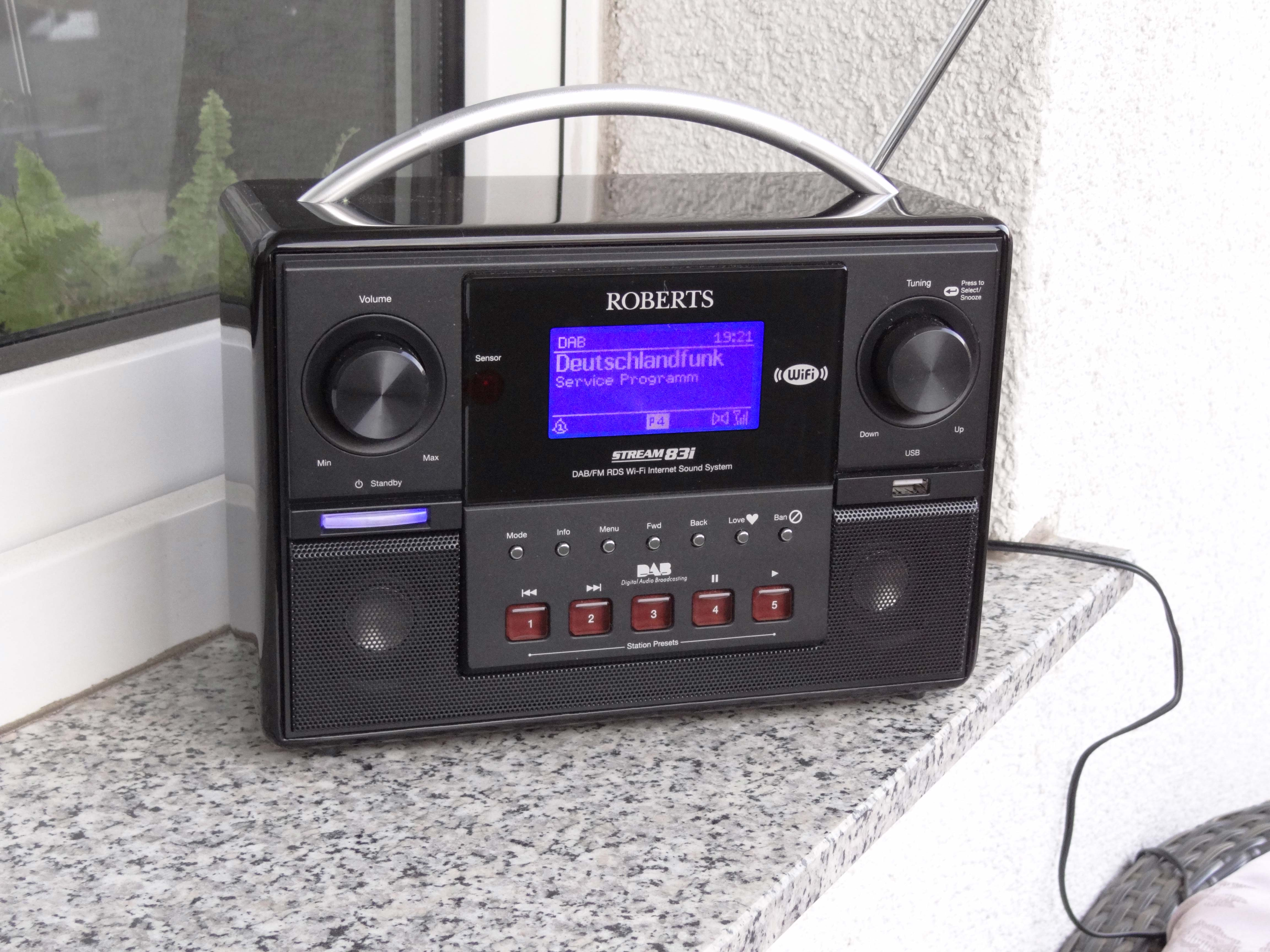
Deutschlandfunk auf DAB+

Das Programm des Deutschlandfunks wird über UKW sowie digital über DAB+ und das Astra-Satellitensystem ausgestrahlt. Zusätzlich ist das Programm per Internet-Stream zu hören. Ende 2024 beendete Vodafone die Ausstrahlung in seinem Kabelnetz. Die Betreiber von einigen deutschen und europäischen Kabelnetzen übernehmen das Programm Deutschlandfunk weiterhin.

### Geschichte der Programmverbreitung von Deutschlandfunk
Bis zum 23. November 1978 wurden die Standorte Donebach (Langwelle), Ravensburg, Bad Dürrheim, Cremlingen und Neumünster (alle Mittelwelle) genutzt. Mit Inkrafttreten des Genfer Wellenplans wurde der Mittelwellensender Bad Dürrheim stillgelegt, dafür kamen 1979 die Sender Erching (Langwelle, nur Tagbetrieb) und 1980/81 die Sender Thurnau und Nordkirchen (beide Mittelwelle) hinzu. Am 1. Januar 1989 übernahm der Sender Aholming die Aufgabe des Senders in Erching. Somit war auch auf der zweiten Langwellenfrequenz ein 24-Stunden-Betrieb möglich. Ab 1. Oktober 1994 wurde das Programm des Deutschlandfunks auch über den Mittelwellensender des Saarländischen Rundfunks in Heusweiler verbreitet. Im Gegenzug ging am 31. Dezember 1994 der Mittelwellensender Mainflingen an den Evangeliums-Rundfunk. Die Programm-Ausstrahlung über Mittelwellensender endete am 31. Dezember 2015.
Der Aufbau eines UKW-Sendernetzes begann erst in den 1980er Jahren. Vor allem in Süddeutschland erhielt der Sender aber nur schwache Stützfrequenzen in den Städten. Das führt dazu, dass der Deutschlandfunk auf UKW in diesen Gebieten außerhalb der Städte oft nur sehr schwer zu empfangen ist.
Seit 2001 wird in Brüssel das Programm BRF-DLF auf UKW ausgestrahlt, das sich aus Sendungen des Belgischen Rundfunks und des Deutschlandfunks zusammensetzt.
Bis Ende April 2012 strahlte der Deutschlandfunk seine Sendungen auch über die Kurzwellenfrequenz 6190 kHz vom Sender Berlin-Britz mit einer Leistung von 17 kW aus. Nach dem Ausfall eines Vorverstärkers aufgrund des Ausfalls eines Lüfters wäre die Reparatur der 1951 in Betrieb gegangenen Anlage zu teuer gewesen, so dass der Sendebetrieb eingestellt wurde.
Die analoge Ausstrahlung der Deutschlandradio-Programme über Langwelle (Senderstandorte Donebach und Aholming) wurde mit Ende des Jahres 2014 nach den Vorgaben der Kommission zur Ermittlung des Finanzbedarfs der Rundfunkanstalten (KEF) eingestellt. Diese hatte auf Abschaltung der kostenintensiven Langwellenverbreitung gedrängt, weil sie immer weniger genutzt wurde und gleichzeitig die Digitalisierung des Hörfunks voranschritt. Die Einsparungen sollen nun in den weiteren Ausbau des DAB+-Sendernetzes fließen.
Auf der Kurzwellenfrequenz 6190 kHz und auf der Mittelwellenfrequenz 1269 kHz wurden täglich um 1:05 Uhr, 6:40 Uhr und 11:05 Uhr sowie um 21:05 Uhr in der Sommerzeit Seewetterberichte gesendet.

### DAB+
DAB+ bildet das terrestrische Nachfolgesystem von UKW und wird rein digital ausgesendet. Seit dem Start des bundesweiten Netzes am 1. August 2011 hat sich die Anzahl der Senderstandorte für DAB+ von anfangs 27 auf derzeit 170 erhöht (Stand Februar 2025). Am Jahresende 2025 werden es dann 180 Standorte sein, von denen das bundesweite Ensemble mit dem Programm Deutschlandfunk und seinen Schwesterprogrammen auf dem Kanal 5C ausgesendet wird. Damit werden ca. 91 % der Bevölkerung Indoor erreicht und 97 % der Fläche sind Outdoor versorgt. Aufgrund der Frequenzknappheit bei UKW wären solche Versorgungszahlen mit dem analogen System nicht möglich gewesen. DAB+ wird auch in den kommenden Jahren weiter ausgebaut und noch bestehende Versorgungslücken sollen wirtschaftlich sinnvoll geschlossen werden. Dazu gehört auch nach und nach eine verbesserte Versorgung in Tunneln.
Bereits vor dem Start von DAB+ im Jahr 2011 wurde schon mehrere Jahre lang digital-terrestrisch mittels des Vorgängerstandards DAB gesendet. Die Versorgungszahlen und die Anzahl der Sender waren aber bei weitem nicht so hoch wie jetzt. Die alten DAB-Sendernetze, die auch bundeslandbezogen aufgebaut waren, wurden durch DAB+ abgelöst.

### UKW
Im Januar 2017 wurden im Zuge der Frequenzübernahme Großer Feldberg 98,7 MHz vom amerikanischen Militärsender AFN im Rhein-Main-Gebiet durch den Deutschlandfunk 15 bis dahin vom DLF genutzte Kleinleistungssender am 18. Januar 2017 abgeschaltet (alle MHz): Aßlar (103,7), Bad Camberg (99,8), Bad Kreuznach (106,5), Bingen (98,0), Darmstadt (102,0), Frankfurt (Main) (97,6), Friedberg (89,9), Gelnhausen (93,9), Gießen (103,1), Hanau (92,4), Limburg (103,3), Lorch (88,1), Marburg (103,5) sowie Oberursel (103,5 MHz).
Das UKW-Sendernetz des Deutschlandfunks umfasste nach dieser Änderung 143 UKW-Sender, davon 96 mit einer Leistung unterhalt 1 kW ERP. Trotz der großen Anzahl von UKW-Sendern deckten diese nur 72 % der Fläche Deutschlands ab. Aufgrund des ungünstigen Aufwand-zu-Reichweite-Verhältnisses dieser UKW-Netze gehört Deutschlandradio zu den Pionieren der Rundfunkdigitalisierung in Deutschland.
DISO steht für Digital Switchover und meint die Transformation vom analogen zum digitalen Hörfunk. Mit Blick auf die bereits sehr gute DAB+ Versorgung wird seit 2018 die parallele analoge UKW-Ausstrahlung zunächst über kleinere UKW-Sender mit geringer Reichweite beendet. Damit folgt Deutschlandradio auch den Forderungen der Kommission zur Ermittlung des Finanzbedarfs (KEF).
Bisher wurden insgesamt bereits 25 Frequenzen des Deutschlandfunks bundesweit außer Betrieb genommen. Für das Jahr 2025 liegt der Schwerpunkt des DISO auf Schleswig-Holstein. Insgesamt wird die UKW-Aussendung im Jahr 2025 für fünf Frequenzen des Deutschlandfunks beendet.
Die folgende (unvollständige) Liste beschränkt sich auf Frequenzen mit mindestens 5 kW Sendeleistung oder sonstige wichtige Standorte, sortiert von Norden nach Süden. Insgesamt ist der Deutschlandfunk auf 137 UKW-Frequenzen zu empfangen (Stand: Februar 2025).
| MHz   | Senderstandort         | Sendegebiet | Leistung |
| ----- | ---------------------- | --- | -------- |
| 102,0 | Magdeburg              | nördliches Sachsen-Anhalt | 20 kW    |
| 97,3  | Rostock                | Rostock/Ostsee/Teile von Mecklenburg-Vorpommern                                                                               | 5 kW     |
| 103,3 | Flensburg              | Schleswig, südliches Dänemark                                                                                                 | 20 kW    |
| 101,9 | Bungsberg              | Holstein, westliches Mecklenburg                                                                                              | 95 kW    |
| 104,0 | Sassnitz               | Rügen | 8 kW     |
| 96,5  | Helpterberg            | östliches Mecklenburg, Uckermark, Westpommern                                                                                 | 10 kW    |
| 105,2 | Casekow                | Uckermark | 6,3 kW   |
| 101,8 | Aurich                 | nordwestliches Niedersachsen, östliche Niederlande                                                                            | 100 kW   |
| 107,1 | Bremen                 | Bremen und niedersächsisches Umland                                                                                           | 100 kW   |
| 102,2 | Höhbeck                | Wendland, westliches Mecklenburg                                                                                              | 94 kW    |
| 102,0 | Lingen                 | westliches Niedersachsen, Münsterland, östliche Niederlande                                                                   | 25 kW    |
| 97,7  | Berlin                 | Berlin/Brandenburg | 100 kW   |
| 103,5 | Torfhaus/Harz          | östliches Niedersachsen, Sachsen-Anhalt, Teile Nordthüringens                                                                 | 100 kW   |
| 96,6  | Wiederau (bei Leipzig) | Ballungsraum Leipzig-Halle | 100 kW   |
| 102,7 | Nordhelle              | Südwestfalen | 20 kW    |
| 102,8 | Wesel                  | Niederrhein | 50 kW    |
| 89,1  | Bad Godesberg          | Bonn | 5 kW     |
| 97,3  | Dresden                | östliches Sachsen | 100 kW   |
| 99,5  | Löbau                  | Oberlausitz und Niederschlesien                                                                                               | 5 kW     |
| 97,0  | Chemnitz               | südliches Sachsen | 100 kW   |
| 91,3  | Rimberg                | Nordhessen | 50 kW    |
| 104,6 | Saarburg               | Saarland, westliches Rheinland-Pfalz                                                                                          | 20 kW    |
| 103,3 | Heidelstein/Rhön       | Unterfranken, Osthessen | 100 kW   |
| 98,7  | Großer Feldberg        | Rhein-Main, Mittelhessen, Südhessen, nördliches Baden-Württemberg, östliches Rheinland-Pfalz, westliches Mainfranken (Bayern) | 60 kW    |
| 100,3 | Ochsenkopf             | Oberfranken | 100 kW   |
| 100,1 | Brotjacklriegel        | Ostbayern, Oberösterreich | 100 kW   |
| 106,3 | Hornisgrinde           | Nordschwarzwald, Neckar-Alb, Pfalz, östliches Saarland                                                                        | 80 kW    |
| 100,6 | Witthoh                | westliche Bodenseeregion | 40 kW    |
| 105,1 | Blauen                 | Breisgau, Südschwarzwald | 10 kW    |
| 100,3 | Högl                   | östliches Oberbayern, Stadt und Umland Salzburg                                                                               | 15 kW    |

### Mittelwelle
Die analoge Programmausstrahlung über Mittelwelle wurde am 31. Dezember 2015 endgültig abgeschaltet.
| kHz  | Senderstandort        | Sendegebiet                                           | Leistung |
| ---- | --------------------- | ----------------------------------------------------- | -------- |
| 1269 | Neumünster (Arpsdorf) | Schleswig-Holstein, Hamburg, nördliches Niedersachsen | 300 kW   |
| 756  | Braunschweig          | östliches und südliches Niedersachsen, Sachsen-Anhalt | 200 kW   |
| 549  | Nordkirchen           | südwestliches Niedersachsen und Nordrhein-Westfalen   | 100 kW   |
| 1422 | Heusweiler            | Rheinland-Pfalz, Saarland, Rhein-Main, Rhein-Neckar   | 400 kW   |
| 549  | Thurnau               | Nordbayern, Thüringen, südwestliches Sachsen          | 100 kW   |
| 756  | Ravensburg            | Südwürttemberg, Allgäu                                | 100 kW   |

### Langwelle
Die analoge Programmausstrahlung über Langwelle wurde zum 31. Dezember 2014 endgültig abgeschaltet.
| kHz | Senderstandort | Sendegebiet                                                                                            | Leistung |
| --- | -------------- | --- | -------- |
| 153 | Donebach       | Deutschland (außer Ostbayern), Schweiz, Nordosten Frankreichs, Luxemburg, Belgien, Niederlande         | 500 kW   |
| 207 | Aholming       | Südhälfte Deutschlands, Österreich, Tschechien, Slowenien, Nordosten Kroatiens und Bosnien-Herzegowina | 500 kW   |

### Kurzwelle
Nach einem Ausfall der Anlage im April 2012 beschloss Deutschlandradio, die analoge Programmausstrahlung über Kurzwelle wegen fehlender Ersatzteile und hohen Reparaturkosten im Mai 2012 endgültig abzuschalten.
| kHz  | Band          | Senderstandort | Leistung | Bemerkung                                                        |
| ---- | ------------- | -------------- | -------- | ---------------------------------------------------------------- |
| 6190 | 49-Meter-Band | Berlin-Britz   | 17 kW    | seit Ende April 2012 wegen eines Verstärkerausfalls abgeschaltet |

### Livestream
Das laufende Programm ist als Livestream im Opus-, MP3 und AAC-Format verfügbar. Die Datenrate im Opus-Format beträgt wahlweise 24 oder 64 kbit/s, im MP3-Format 128 kbit/s und im AAC-Format wahlweise 48, 96 oder 192 kbit/s. Ausgewählte Beiträge sind online archiviert und können via Audio-on-Demand angehört werden. Seit Mitte 2005 besteht ein breites Angebot, das als Podcast heruntergeladen werden kann. Außerdem gab es bis November 2021 mit dem Deutschlandradio-Recorder eine OEM-Version des Phonostar-Players 4.0, mit der nicht nur die Sendungen und Podcasts des Deutschlandfunks, sondern auch jene von weiteren 6000 Radiostationen angehört und aufgezeichnet werden konnten. Über den Timeshift-Player kann bis 24 Stunden im Programm Zurückgespult werden.

## Auszeichnungen
2022 wurden Jochen Hubmacher und Iris Milde vom Deutschlandfunk mit der Silbernen Halbkugel des DNK für die Konzertreihe Grundton D der Deutschen Stiftung Denkmalschutz ausgezeichnet.

## Kritik
Die Neue Zürcher Zeitung  konstatiert nach einer längeren Hörprobe beim DLF die „nahezu vollständige Abwesenheit von Ironie, Polemik und Zynismus. Der journalistische Ansatz ist häufig ein konstruktiver.“ Kritisch werden jedoch die Nachrichtensendungen beurteilt: „Wer sie anhört, versteht auf Anhieb, warum der Sender als staatstragend gilt: Ein Gutteil der Meldungen besteht in der blossen Wiedergabe von Verlautbarungen der Regierenden.“ Deren Ankündigungen würden „kaum hinterfragt“.